# Джон, Лесли
Лесли Джон (фр. Leslie Djhone, род. 18 марта 1981 года в Абиджане, Кот-д'Ивуар) — французский легкоатлет, бегун на короткие дистанции. Основная дистанция — 400 метров.
Участник четырёх чемпионатов мира по лёгкой атлетике: Париж 2003, Хельсинки 2005, Осака 2007, Берлин 2009 в беге на 400 метров. Три раза Джон бежал в финалах чемпионатов мира (2003, 2007, 2009), где занимал 4-е, 5-е и 8-е места на дистанции 400 метров. Участник финалов двух Олимпийских игр на дистанции 400 метров: Афины 2004, Пекин 2008. Серебряный призёр Чемпионата мира среди юниоров 2000 в эстафете 4×100. Бронзовый призёр в эстафете 4×400 метров Чемпионата Европы 2002 Мюнхене. Чемпион мира в эстафете 4×400 на Чемпионате мира по лёгкой атлетике в Париже. Бронзовый призёр на дистанции 400 метров и победитель в составе французской команды в эстафете 4×400 метров Чемпионата Европы по лёгкой атлетике 2006 года в Гётеборге. В 2011 году на Чемпионате Европы в закрытых помещениях в Париже стал победителем на дистанции 400 метров и в эстафете 4×400. Неоднократный чемпион Франции по лёгкой атлетикой на дистанции 400 метров.

## Биография

### Начало карьеры
Лесли Джон родился 18 марта 1981 года в городе Абиджан (Кот-д'Ивуар). В раннем возрасте переехал во Францию, где и начал заниматься лёгкой атлетикой. Изначально Лесли занимался прыжками в длину, в которых среди юниоров был одним из лучших во Франции. В 1998 году, в возрасте 17-ти лет Джон принял участие в юниорском Чемпионате мира во французском городе Анси, где, показав результат 7.46, занял 9-е место в квалификации и не смог попасть в финальные соревнования. В 1999 году легкоатлет стал пробовать себя на спринтерских дистанциях, главным образом на 100 и 200 метров. В 2000 году на Чемпионате мира среди юниоров в Сантьяго он в составе французской эстафетной команды на дистанции 4×100 метров завоевал серебряную медаль.
С прыжками Лесли Джон закончил в 2002 году и стал полностью концентрироваться на беговых дистанциях. Лучший результат в прыжках в длину за карьеру — 7.92, был показан в немецком городе Нойбранденбург в 1999 году.

### 2002—2003
Уже в 2002 году Лесли Джон впервые попал на крупные международные соревнования, на Чемпионат Европы в закрытых помещениях в Вене, куда отобрался по итогам национального отбора. В Вене спортсмен попал в полуфинал, где показал 5 место с результатом 21,14 и не смог пробиться в финал. В этом же году Лесли Джон попробовал себя на дистанции 400 метров и на соревнованиях в швейцарском городе Ла-Шо-де-Фон показал хороший результат 45,63, ставший лучшим его результатом в сезоне и личным рекордом. После этого старта французские тренера решили взять Джона на летний Чемпионат Европы в Мюнхене. В немецком городе француз добился своего первого успеха на международном уровне. В эстафете 4×400 он в составе французской команды завоевал бронзовые медали Чемпионата Европы.
В 2003 году спортсмен, успешно пройдя национальный отбор на дистанции 400 метров, попал на Чемпионат мира в Париж, где сумел к удивлению многих не только пробится в финал, но и показать очень достойный результат: Лесли Джон был 4-м, установив личный рекорд 44,83 и одновременно испытав горечь поражения, потому что до американца, Тайри Вашингтона, занявшего первое место, ему не хватило 6 сотых секунды, до второго, француза Марка Ракиля — 4 сотых секунды, а до третьего, ямайца Майкла Блэквуда — 3 сотых секунды. На этом же турнире Джон испытал и вкус победы. 31 августа в последний день Чемпионата Мира в составе французской команды он стал чемпионом Мира в эстафете 4×400 вместе с Наманом Кейта, Стефаном Диагана и Марком Ракилем. Причём Лесли Джону был доверен очень ответственный этап — первый.

### 2004 год
2004 год также получился достаточно плодотворным, хотя Джон и не выиграл никаких крупных титулов. Спортсмен пропустил зимний сезон и упорно готовился к летнему и особенно к Олимпийским играм в Афинах. В начале летнего сезона Лесли Джон занял третье место на Кубке Европы в польском Быдгоще. На начало августа пришёлся пик формы французского легкоатлета, когда во всё том же Ла-Шо-де-Фоне он установил личный рекорд — 44,64.
К Олимпиаде спортсмен подошёл в хорошей форме и рассматривался как один из претендентов на медали. Он стал единственным представителем Европы, прошедшим в финал на дистанции 400 метров, но показал там лишь 7-й результат с временем 44,94. Неудача постигла французскую команду и в эстафете 4×400, где действующие чемпионы мира не сумели пробиться в финал.
В этом году Лесли Джон показал свой наивысший результат в карьере на 200 метров — 20,67 во французском Соттевиль-ле-Руане.

### 2005 год
Год после Олимпиады получился для легкоатлета неудачным. Средний зимний сезона у Джона сменился провальным летним. Его лучшие результаты в этом году — 21,17 на 200 метров и 45,56 на 400 метров. Неудачным получилось и выступление на Чемпионате мира в Хельсинки, где Лесли выбыл в первом же раунде соревнований, показав лишь 5-е время в своём забеге. В 2005 году Лесли Джон последний раз на официальных соревнованиях на открытом стадионе бежал 200 метров. С 2006 года Джон полностью сконцентрировался на одной дистанции — 400 метров.

### 2006 год
В новом году Лесли Джон, пропустив зимний сезон, вернулся на свой прежний уровень. В июле француз показал лучший свой результат в сезоне — 44,91. Хорошо выступил Лесли и на Чемпионате Европы в Гётеборге. Он занял третье место в личном виде, уступив только своему соотечественнику Марку Ракилю и россиянину Владиславу Фролову. А в эстафете 4×400, Лесли Джон вместе с Идрисса М’Барк, Наманом Кейта и Марком Ракилем завоевал золото. Стоит заметить, что двое последних также бежали победную эстафету с Лесли Джоном и в 2003 году на Чемпионате мира, а Джон снова был стартёром французской команды.

### 2007—2008
2007 год стал одним из лучших сезонов в карьере Лесли Джон, несмотря на то что француз не смог завоевать серьёзных титулов, не считая титула чемпиона Франции. Он уверенно выиграл Чемпионат Франции на дистанции 400 метров и был главной надеждой французской спринтерской команды на Чемпионате Мира в Осаке.
В первом раунде соревнований на 400 метров в рамках Чемпионата мира Лесли Джон показал результат 45,17, которого хватило, чтобы пройти в полуфинал. Великолепным получился и полуфинальный забег для француза, в котором Джон сумел установить личный рекорд и одновременно национальный рекорд Франции, показав высочайшие секунды 44,46, и пройти в финал с 4-м временем среди всех полуфиналистов. В финале француз не сумел справиться с очень сильными американцами, которые и заняли весь пьедестал, а Лесли Джон был 5-м.
Неудачным получилось выступление французов в эстафете, в которой французы не смогли пробиться в финал.
С особыми надеждами готовился Лесли Джон ко вторым своим Олимпийским играм. Но в Пекине призовые места снова обошли француза стороной.
Лесли спокойно прошёл в полуфинал, а оттуда в финал, показав в полуфинальном забеге свой лучший результат в сезоне — 44,79. В финале путь к медалям французу вновь закрыли американцы, опять оккупировав весь пьедестал. Джон снова был 5-м.

### 2009
В 2009 году Лесли Джон остался на прежнем уровне. Он решил не пропускать зимний сезон и активно выступал в закрытых помещениях. В середине февраля показал очень неплохой результат для манежа 46,06 во французском Льевене. В хорошей форме француз подошёл к Чемпионату мира в Берлине. Соревнования на 400 метров начались великолепно для Джона. Он показал третье место по сумме всех результатов в первом раунде. В полуфинале Джон показал высокие секунды 44,80 и сумел в непростой борьбе пробиться в финал. К сожалению, бег в финале у Лесли совсем не получился и пробежав за 45,90 он стал лишь 8-м.

### 2010—2011
На своём уровне провёл Лесли Джон и сезон 2010. Зимой он установил свой личный рекорд в закрытых помещениях — 45,85. К летнему Чемпионату Европы в Барселоне он подошёл одним из фаворитов, но и в этот раз не сумел зацепиться за медали. Француз уверенно пробился в финал, не испытав особых проблем в предварительных раундах. Но в финале опять не заладилось и с временем 45,30 Джон занял 6-е место. От второго и третьего места его отделило всего 7 сотых секунды.
Другим предстал Лесли Джон в новом зимнем сезоне 2010—2011. С декабря по февраль француз провёл несколько хороших стартов, одержав почти на всех победы. К Чемпионату Европы в Париже Джон подошёл в великолепной форме и турнир на родной земле стал для Лесли триумфальным. Сначала он завоевал золото в личном виде на 400 метров, опередив прибежавшего вторым немца Шнайдера почти на секунду и установив личный рекорд и национальный рекорд Франции в закрытых помещениях — 45,54. К этой победе на следующий день француз прибавил ещё одну в эстафете, став, безусловно, главным героем Чемпионата Европы.

## Личные рекорды
| Дата             | Дисциплина                            | Город, страна              | Результат | Примечания |
| ---------------- | ------------------------------------- | -------------------------- | --------- | ---------- |
| 1 июня 2003      | 100 м                                 | Форбах, Германия           | 10,55 с   |            |
| 29 июля 2000     | Эстафета 4×100 м                      | Сантьяго, Чили             | 39,33 с   | NJR        |
| 20 мая 2004      | 150 м                                 | Сент-Анне, Франция         | 15,52 с   |            |
| 18 июля 2004     | 200 м                                 | Соттевиль-ле-Руан, Франция | 20,67 с   |            |
| 16 сентября 2003 | 300 м                                 | Нанси, Франция             | 32,18 с   |            |
| 29 августа, 2007 | 400 м                                 | Осака, Япония              | 44,46 с   | NR         |
| 5 марта 2011     | 400 м в закрытом помещении            | Париж, Франция             | 45,54 с   | NR         |
| 31 августа 2003  | Эстафета 4×400 м                      | Париж, Франция             | 2:58,96   | NR         |
| 6 марта 2011     | Эстафета 4×400 м в закрытом помещении | Париж, Франция             | 3:06,17   | NR         |
| 21 августа 1999  | Прыжок в длину                        | Нойбранденбург, Германия   | 7,92 м    |            |

## Крупнейшие международные старты
| Год  | Турнир                            | Город                     | Дисциплина       | Результат              |
| ---- | --------------------------------- | ------------------------- | ---------------- | ---------------------- |
| 1998 | Чемпионат мира среди юниоров      | Анси, Франция             | Прыжок в длину   | 9 (в квалификации)     |
| 2000 | Чемпионат мира среди юниоров      | Сантьяго, Чили            | эстафета 4×100 м | 2                      |
| 2002 | Чемпионат Европы в помещении      | Вена, Австрия             | 200 м            | 5 (в своём полуфинале) |
|      | Чемпионат Европы                  | Мюнхен, Германия          | эстафета 4×400 м | 3                      |
| 2003 | Чемпионат мира в помещении        | Бирмингем, Великобритания | 200 м            | 3 (в своём полуфинале) |
|      | Кубок Европы                      | Флоренция, Италия         | 200 м            | 5                      |
|      | Чемпионат мира                    | Париж, Франция            | 400 м            | 4                      |
|      | Чемпионат мира                    | Париж, Франция            | эстафета 4×400 м | 1                      |
| 2004 | Кубок Европы                      | Быдгощ, Польша            | 400 м            | 3                      |
|      | Олимпийские игры                  | Афины, Греция             | 400 м            | 7                      |
|      | Олимпийские игры                  | Афины, Греция             | эстафета 4×400 м | 13                     |
|      | Всемирный легкоатлетический финал | Монако                    | 400 м            | 4                      |
| 2005 | Чемпионат мира                    | Хельсинки, Финляндия      | 400 м            | 36                     |
|      | Чемпионат мира                    | Хельсинки, Финляндия      | эстафета 4×400 м | 6                      |
| 2006 | Чемпионат Европы                  | Гётеборг, Швеция          | 400 м            | 3                      |
|      | Чемпионат Европы                  | Гётеборг, Швеция          | эстафета 4×400 м | 1                      |
| 2007 | Чемпионат мира                    | Осака, Япония             | 400 м            | 5                      |
|      | Чемпионат мира                    | Осака, Япония             | эстафета 4×400 м | 12                     |
| 2008 | Олимпийские игры                  | Пекин, Китай              | 400 м            | 5                      |
|      | Олимпийские игры                  | Пекин, Китай              | эстафета 4×400 м | 11                     |
| 2009 | Чемпионат мира                    | Берлин, Германия          | 400 м            | 8                      |
|      | Чемпионат мира                    | Берлин, Германия          | эстафета 4×400 м | 7                      |
| 2010 | Чемпионат Европы                  | Барселона, Испания        | 400 м            | 6                      |
|      | Чемпионат Европы                  | Барселона, Испания        | эстафета 4×400 м | 6                      |
| 2011 | Чемпионат Европы в помещении      | Париж, Франция            | эстафета 4×400 м | 1                      |
|      | Чемпионат Европы в помещении      | Париж, Франция            | 400 м            | 1                      |

## Список источников
Профиль Лесли Джона на ИААФ. Архивировано из оригинала 12 мая 2012 года.